# Traffic Message Channel
Traffic Message Channel (TMC) indica, a livello mondiale, uno standard realizzativo del servizio di informazioni sul traffico stradale.
Tale sigla viene spesso accostata con la più nota RDS (Radio Data System), scritto RDS-TMC in quanto la diffusione dell'informazione di viabilità TMC viene generalmente attuata da una emittente radiofonica FM, sfruttando le potenzialità del canale dati RDS che vanno dalla sintonia automatica delle autoradio, alla indicazione del nome dell'emittente, alla segnalazione dell'inizio di un notiziario di informazioni sul traffico anche su altre reti RDS-EON.
Basti pensare che il sistema RDS, sfruttando convenientemente codifiche ad alto contenuto informativo, permette oltre al servizio di viabilità TMC citato, di inviare anche segnali in grado di migliorare la ricezione della posizione dai satelliti GPS (segnale GPS differenziale).
Relativamente alla ricezione dei messaggi di viabilità, sfruttando questa capacità del canale RDS dell'FM, già dalla fine degli anni '90 alcune autoradio, in vendita principalmente nei paesi del Nord Europa (dove il servizio è iniziato prima), erano in grado sia di visualizzare a scorrimento sul display e successivamente di leggere, con una voce sintetizzata, i messaggi di viabilità che sono trasmessi, codificati via RDS-TMC, insieme all'audio nel canale FM. 
Anche in Italia sono oggi in vendita autoradio con tali funzioni, ma nella pratica sono state soppiantate commercialmente dai navigatori. 
In Italia la RAI, prevedendo con grande anticipo l'enorme sviluppo che avrebbe avuto l'informazione al traffico e stimando le implicazioni della discesa del costo dei navigatori satellitari, avviò il primo servizio di diffusione RDS-TMC italiano, nel Nord-Italia, il 1º luglio 1998 su Radiouno FM. 
Il servizio RDS-TMC della RAI è trasmesso sulle frequenze di Radiouno - due - tre, gestito da Raiway (www.raiway.it), copre tutta l'Italia, è gratuito e cellularizzabile (la distinzione delle informazioni secondo il territorio è legata ai trasmettitori, e anche alla capacità di trasmissione del canale, che se inferiore al flusso di notizie rende necessario differenziarle; al 1º luglio 2018 le informazioni erano inviate uguali in tutta l'Italia). Le informazioni distribuite sono quelle del CCISS e sono pertanto le uniche in Italia certificate dal personale del Ministero dell'Interno. Le notizie sul traffico sono inviate al CCISS da tutta Italia usando il protocollo DATEX, sviluppato negli anni '90 nell'ambito dei progetti finanziati dall'Unione Europea. 
In futuro i vari TIC nazionali, cioè Traffic Information Centre, degli Stati dell'UE potranno scambiarsi in DATEX le informazioni, permettendo agli utenti di ottenere, tramite RDS-TMC, le informazioni sul traffico di tutta Europa, così pianificando il viaggio in modo ottimale.
Negli ultimi anni con l'enorme diffusione di sistemi di navigazione satellitare a basso costo, la possibilità di ricevere informazioni sul traffico in tempo reale è diventata un elemento distintivo in grado di indirizzare la scelta tra un modello ed un altro. I produttori di navigatori hanno avuto, pertanto, la necessità di rendere il dispositivo capace di ricevere tali informazioni ed il sistema RDS-TMC è stato scelto come migliore candidato per offrire uno standard a livello mondiale. La velocità del flusso dati disponibile è più che idonea a convogliare le informazioni sul traffico di primaria importanza, che debbono essere ricevute tempestivamente. Il sistema inoltre "ripete" ciclicamente le informazioni, per assicurarne la ricezione.
Questa tecnologia consente la diffusione di informazioni verso i navigatori satellitari - installati in origine nel veicolo o portatili, purché in grado di ricevere i segnali TMC con l'apposita antenna (banale antenna per la ricezione FM) - che visualizzano, grazie alla georeferenziazione insita nelle informazioni RDS-TMC, sulle mappe, quanto accade sul percorso, permettendo così al computer del navigatore di elaborare un nuovo percorso di viaggio in funzione delle condizioni di traffico.
Tuttavia, poiché l'algoritmo di navigazione può valutare le condizioni del traffico (anche se fornite via RDS-TMC) in modi molto diversi, praticamente ogni algoritmo si comporta diversamente nella elaborazione dei percorsi alternativi; e nei navigatori in commercio non è ancora possibile all'utente "programmare" a proprio piacimento i criteri di scelta, se non in maniera molto rudimentale.
Il servizio TMC in Italia è fornito nel 2018 da RAI sulle frequenze di Radio1, Radio2 e Radio3 (usa il canale dati RDS) e può essere ricevuto su tutto il territorio, salvo aree limitate. Per ricevere il servizio TMC RAI è sufficiente disporre di un navigatore satellitare idoneo al servizio "free". Alcuni navigatori in commercio sono programmati dal fabbricante (per l'elenco consultare il sito www.tmcitaly.it) per agganciarsi solo a un servizio criptato a pagamento; il servizio su alcuni modelli forniti dal fabbricante dell'auto è gratuito se in carico al fabbricante. 
Per ricevere il TMC è indispensabile disporre di un apparato idoneo. Dato che il servizio TMC RAI è (unico in Italia) gratuito, e inoltre viene utilizzato "automaticamente" dai navigatori forniti in dotazione alla vettura (i settaggi sono complessi, e vengono effettuati in fabbrica), spesso sui manuali in dotazione alla vettura non viene neanche citato. Né appare la fonte delle informazioni di un servizio "sommerso", che emerge solo quando non viene ricevuto e si corre all'Assistenza, sempre che sia stato in qualche modo attivato in precedenza. Potrebbe quindi accadere che si acquisti un navigatore con TMC "a pagamento" (e.g. TomTom) quando la vettura potrebbe disporre del TMC "free", ma per saperlo l'unico canale informativo è l'Assistenza del costruttore. 
Il servizio RDS (Radio Data System) è stato progettato per fornire una molteplicità di servizi, anche molto complessi, anche criptati. La bassa velocità del flusso dati disponibile è abbondantemente compensata dalla pervasività (può essere inserito su ogni canale radio FM), e dal costo aggiuntivo quasi nullo; i chip oggi impiegati per realizzare le radio FM comprendono già le funzioni RDS, il fabbricante deve solo impiegarle.
La RAI usa il canale RDS per diffondere diversi servizi: Traffic Announcement, Frequenze Alternative, Ora esatta, Testo, EON, e anche il canale TMC.
Poiché quasi ogni trasmettitore FM è già dotato di un coder RDS, il fatto che qualche emittente usi il canale RDS per fornire servizi a pagamento è tecnicamente realizzabile a costi irrisori. È probabilmente la scarsa notorietà, dovuta alla semplicità e l'economicità del servizio, che fanno sì che sia (in Italia) trascurato a favore di altri canali informativi (come ad esempio le app) molto più complessi, lenti e costosi. Vale anche qui il principio che "la tecnologia complessa e poco affidabile, ma profittevole, scaccia la tecnologia semplice ed economica perché poco redditizia".
A differenza dei vari servizi web, APP eccetera, il canale RDS non costa nulla all'utente. Il ricevitore RDS è in genere "embedded" nell'autovettura e quindi durerà quanto l'autovettura, con una vita utile almeno decupla e un uso semplice. Alcune app che rendono ascoltabile la radio FM visualizzano anche i dati contenuti nell'RDS, come ad esempio il nome dell'emittente. La scelta di non sfruttare tutte le informazioni RDS può dipendere dal programmatore della app o dai moduli software resi loro disponibili.
Il servizio TMC rispetto ad altre soluzioni che utilizzano reti wireless (GSM/GPRS, UMTS) offre il vantaggio di non richiedere il costo per lo scaricamento dei dati. Per ricevere gratuitamente le informazioni sul traffico il navigatore deve disporre della "funzione di ricerca" per sintonizzarsi sulle frequenze di Radio RAI ed è indifferente che sia Radio1, Radio2 o Radio3.
I migliori navigatori hanno un sistema automatico di ricerca delle emittenti TMC e possono scegliere quella con il segnale migliore. Alcune emittenti (non RAI) irradiano un segnale "criptato", quindi non leggibile senza abbonamenti anche se alcuni fabbricanti di navigatori offrono l'abbonamento insieme al navigatore, quindi tali informazioni appaiono "in chiaro". È indispensabile installare correttamente l'antenna FM del navigatore in modo da garantire un buon livello del segnale. Per maggiori dettagli fare riferimento alle istruzioni d'uso del navigatore.
Per ricevere il servizio TMC RAI è necessario che il navigatore sia abilitato alla ricezione TMC "free". Se il navigatore è “bloccato” su una particolare emittente non potrà ricercare il servizio RAI e questo in genere accade quando il fabbricante del navigatore ha stipulato accordi con provider diversi da RAI.
Le informazioni trasmesse vengono visualizzate sulla mappa del navigatore o elencate come testo, e in genere sono ordinate per distanza rispetto al punto in cui ci si trova. In generale l'utente può scegliere quali visualizzare, in che ordine, entro quanti km, eccetera...
Consultare il manuale del dispositivo.
Il Traffic Message Channel (TMC) viene spesso confuso con il servizio RDS (Radio Data System) perché è il canale su cui viene trasmesso dal 1º luglio 1998. Il canale RDS è un "sottocanale" dati inserito nel segnale FM. Nulla tuttavia impedisce che il Traffic Message Channel, cioè il "flusso" di informazioni sul traffico che lo costituisce, sia trasmesso anche tramite altri canali e reso consultabile in altre forme: le informazioni TMC sono infatti oggi diffuse da RAI anche sul Televideo (pag.640) e Radio Digitale (canale Isoradio).
La fonte delle informazioni è il CCISS che se le informazioni sono errate nel contenuto, può essere contattato o al numero 1518, o tramite il sito www.cciss.it. Il messaggio è codificato in modo che ogni navigatore abilitato alla ricezione TMC possa localizzare con precisione l'evento sulla mappa. Il protocollo di codifica nativo delle informazioni sul traffico impiegato per scambiare informazioni di traffico "professionali" tra Enti è il DATEX 1, ma i messaggi in DATEX possono essere diffusi in altro modo, ad esempio in un file XML, come oggi avviene comunemente. Gli Enti italiani (e.g. Autostrade per l'Italia, ANAS, Polizia Stradale, Carabinieri) comunicano al CCISS le proprie informazioni sul traffico, questo le raccoglie e le valida, per poi trasferirle alla RAI per una loro diffusione via TMC. La precisione delle informazioni di posizionamento è fornita dal Database TMC (gestito dal CCISS - vedere www.cciss.it). Ogni versione comprende più "punti" della precedente, rendendo così sempre più ricco il database delle possibili informazioni diffuse via Isoradio, Onda Verde, TV e TMC.